# Lohnsteuerhilfe Bayern
Die Lohnsteuerhilfe Bayern e. V. ist ein bundesweiter Lohnsteuerhilfeverein nach § 13 Absatz 1 Steuerberatungsgesetz, sie hat mehr als 700.000 Mitglieder und zählt damit zu den größten Lohnsteuerhilfevereinen in Deutschland. Zweck des Vereins ist ausschließlich die Hilfeleistung in Steuersachen im Rahmen der Befugnis nach § 4 Nr. 11 Steuerberatungsgesetz in der jeweils geltenden Fassung für die Mitglieder. Hierzu gehört insbesondere die Mithilfe und Beratung bei der Erstellung von Einkommensteuererklärungen sowie die Vertretung der Mitglieder in außergerichtlichen und gerichtlichen Rechtsbehelfsverfahren.

## Geschichte
Aus einer der ersten Bürgerinitiativen in der BRD heraus wurde 1966 die Lohnsteuerhilfe Bayern e. V. in München gegründet, die sich durch ihre sozial gestaffelten Mitgliedsbeiträge finanziert. 1971 wurden die ersten Beratungsstellen außerhalb Bayerns aufgebaut. Ab 1991 wurde die Lohnsteuerhilfe Bayern e. V. auch in den neuen Bundesländern aktiv und ist damit bundesweit vertreten.

## Leistungen
Der Lohnsteuerhilfeverein erstellt die Einkommensteuererklärung für Arbeitnehmer, Rentner und Pensionäre im Rahmen einer Mitgliedschaft begrenzt nach § 4 Nr. 11 StBerG.
Im Rahmen der gesetzlich beschränkten Beratungsbefugnis berät die Lohi
- zur Einkommen- und Lohnsteuer
- bei der Arbeitnehmersparzulage und Wohnungsbauprämie
- bei der steuerlichen Förderung der privaten Altersvorsorge nach dem AVmG
- im Zusammenhang mit Steuerspar-Möglichkeiten
- bei der Wahl der günstigen Steuerklasse
- bei der Rentenbesteuerung (Alterseinkünftegesetz)
- bei der Berücksichtigung von Kinderbetreuungskosten und bei haushaltsnahen Beschäftigungsverhältnissen sowie den damit zusammenhängenden Arbeitgeberaufgaben
- bei Dienstleistungen im Haushalt / an Haus oder Wohnung (private Reparatur- und Modernisierungsarbeiten)

Außerdem stellt sie im Auftrag ihrer Mitglieder Anträge auf
- Lohnsteuerermäßigung
- Einkommensteuerveranlagung
- Nichtveranlagungsbescheinigungen
- Steuerfreistellung von Zinseinnahmen oder Anrechnung von Kapitalertragsteuer oder Körperschaftsteuer (Zinsabschlagsteuern)
- Kindergeld
- Eigenheimzulage (Grundförderung, Baukindergeld, Ökozulage)
- Wohnungsbauprämie
- Arbeitnehmersparzulage
- zur steuerlichen Förderung der privaten Altersvorsorge (Riester- und Rürupversicherungen)

## Qualitätssicherung
Über 85 % der Lohi-Mitglieder werden in Beratungsstellen betreut, die von zertifizierten Beratungsstellenleitern geführt sind. Seit 2007 unterziehen sich die Mitarbeiter dem Zertifizierungsverfahren nach DIN 77700 – Dienstleistungen der Lohnsteuerhilfevereine durch den Zertifizierungsverband der Lohnsteuerhilfevereine e. V.

## Organisation
Die Lohnsteuerhilfevereine e. V. arbeitet nicht gewinnorientiert. Dem Verein gehören nahezu 700.000 Mitglieder an. Diese werden in über 300 Beratungsstellen betreut, in denen insgesamt rund 1.200 Beschäftigte arbeiten. Rund 1.100 Beschäftigte sind beim Verein fest angestellt, knapp 100 selbständige Beratungsstellenleitungen ergänzen das Netzwerk.
Die Leistungen des Vereins sind mit dem Mitgliedsbeitrag abgegolten und dürfen nur für Mitglieder erbracht werden. Die Vereinsbeiträge sind sozial gestaffelt. Die Lohnsteuerhilfe Bayern e. V. ist Mitglied im Bundesverband Lohnsteuerhilfevereine (BVL), Berlin.